# Re, Na Uy
Re là một đô thị ở hạt Vestfold, Na Uy. Trung tâm hành chính của đô thị này là làng Revetal. Đô thị này được thành lập vào năm 2002 bởi sự hợp nhất của các đô thị cũ Ramnes và Vale. Nó bao gồm các làng Ramnes, Vale, và Revetal. Các Aulielva sông chảy qua huyện.
Trong khu vực này một trận chiến đã diễn ra trong năm 1177, là trận cuối cùng được đề cập trong Heimskringla của Snorri Sturluson. Những ngôi mộ và những phát hiện khác từ thời đại Viking và thậm chí trước đó có thể được tìm thấy trên khắp huyện.